# A brazil labdarúgó-bajnokságok gólkirályai
Az alábbi listában a brazil első osztályú labdarúgó-bajnokság, a Série A gólkirályai vannak felsorolva.
| Év   | Játékos           | Csapat               | Gól |
| ---- | ----------------- | -------------------- | --- |
| 1959 | Léo               | Bahia                | 8   |
| 1960 | Bececê            | Fortaleza            | 8   |
| 1961 | Pelé              | Santos               | 9   |
| 1962 | Coutinho          | Santos               | 7   |
| 1963 | Ruiter            | Confiança            | 9   |
| 1964 | Pelé              | Santos               | 8   |
| 1965 | Bita              | Náutico              | 9   |
| 1966 | Toninho           | Santos               | 10  |
| 1966 | Bita              | Náutico              | 10  |
| 1967 | Chicletes         | Treze                | 9   |
| 1967 | César Maluco      | Palmeiras            | 15  |
| 1967 | Ademar            | Flamengo             | 15  |
| 1968 | Ferretti          | Botafogo             | 7   |
| 1968 | Toninho Guerreiro | Santos               | 18  |
| 1969 | Edu               | America (RJ)         | 14  |
| 1970 | Tostão            | Cruzeiro             | 12  |
| 1971 | Dadá Maravilha    | Atlético Mineiro     | 17  |
| 1972 | Dadá Maravilha    | Atlético Mineiro     | 17  |
| 1972 | Pedro Rocha       | São Paulo            | 17  |
| 1973 | Ramón             | Santa Cruz           | 21  |
| 1974 | Roberto Dinamite  | Vasco da Gama        | 16  |
| 1975 | Flávio            | Internacional        | 16  |
| 1976 | Dadá Maravilha    | Internacional        | 16  |
| 1977 | Reinaldo          | Atlético Mineiro     | 28  |
| 1978 | Paulinho          | Vasco da Gama        | 19  |
| 1979 | César             | America (RJ)         | 12  |
| 1979 | Roberto César     | Cruzeiro             | 12  |
| 1980 | Zico              | Flamengo             | 21  |
| 1981 | Nunes             | Flamengo             | 16  |
| 1982 | Zico              | Flamengo             | 21  |
| 1983 | Serginho Chulapa  | Santos               | 22  |
| 1984 | Roberto Dinamite  | Vasco da Gama        | 16  |
| 1985 | Edmar             | Guarani              | 20  |
| 1986 | Careca            | São Paulo            | 25  |
| 1987 | Müller            | São Paulo            | 25  |
| 1988 | Nílson            | Internacional        | 15  |
| 1989 | Túlio             | Goiás                | 11  |
| 1990 | Charles           | Bahia                | 11  |
| 1991 | Paulinho          | Santos               | 15  |
| 1992 | Bebeto            | Vasco da Gama        | 18  |
| 1993 | Guga              | Santos               | 14  |
| 1994 | Márcio Amoroso    | Guarani              | 19  |
| 1994 | Túlio             | Botafogo             | 19  |
| 1995 | Túlio             | Botafogo             | 23  |
| 1996 | Renaldo           | Atlético Mineiro     | 16  |
| 1996 | Paulo Nunes       | Grêmio               | 16  |
| 1997 | Edmundo           | Vasco da Gama        | 29  |
| 1998 | Viola             | Santos               | 21  |
| 1999 | Guilherme         | Atlético Mineiro     | 28  |
| 2000 | Dill              | Goiás                | 20  |
| 2000 | Magno Alves       | Fluminense           | 20  |
| 2000 | Romário           | Vasco da Gama        | 20  |
| 2001 | Romário           | Vasco da Gama        | 21  |
| 2002 | Luís Fabiano      | São Paulo            | 19  |
| 2002 | Rodrigo Fabri     | Grêmio               | 19  |
| 2003 | Dimba             | Goiás                | 31  |
| 2004 | Washington        | Athletico Paranaense | 34  |
| 2005 | Romário           | Vasco da Gama        | 22  |
| 2006 | Souza             | Goiás                | 17  |
| 2007 | Josiel            | Paraná Clube         | 20  |
| 2008 | Keirrison         | Coritiba             | 21  |
| 2008 | Washington        | Fluminense           | 21  |
| 2008 | Kléber Pereira    | Santos               | 21  |
| 2009 | Adriano           | Flamengo             | 19  |
| 2009 | Diego Tardelli    | Atlético Mineiro     | 19  |
| 2010 | Jonas             | Grêmio               | 23  |
| 2011 | Borges            | Santos               | 23  |
| 2012 | Fred              | Fluminense           | 20  |
| 2013 | Éderson           | Athletico Paranaense | 21  |
| 2014 | Fred              | Fluminense           | 18  |
| 2015 | Ricardo Oliveira  | Santos               | 20  |